# Vuelta a España 2009
La Vuelta a España 2009, sessantaquattresima edizione della corsa, si svolse dal 29 agosto al 20 settembre, per un percorso di 3 297 km. La vittoria finale andò allo spagnolo Alejandro Valverde che concluse in 87h22'37".
Fu l'ultima edizione in cui il leader indossò la storica maglia oro. Infatti dall'edizione successiva fu sostituita con la maglia rossa.

## Tappe
| Tappa  | Data         | Percorso                                      | km    | Vincitore di tappa                | Leader cl. generale |
| ------ | ------------ | --------------------------------------------- | ----- | --------------------------------- | ------------------- |
| 1ª     | 29 agosto    | Assen (NLD) > Assen (NLD) (cron. individuale) | 4,5   | Fabian Cancellara                 | Fabian Cancellara   |
| 2ª     | 30 agosto    | Assen (NLD) > Emmen (NLD)                     | 202   | Gerald Ciolek                     | Fabian Cancellara   |
| 3ª     | 31 agosto    | Zutphen (NLD) > Venlo (NLD)                   | 184   | Greg Henderson                    | Fabian Cancellara   |
| 4ª     | 1º settembre | Venlo (NLD) > Liegi (BEL)                     | 223   | André Greipel                     | Fabian Cancellara   |
|        | 2 settembre  | giorno di riposo                              |       |                                   |                     |
| 5ª     | 3 settembre  | Tarragona > Vinaròs                           | 174   | André Greipel                     | André Greipel       |
| 6ª     | 4 settembre  | Xàtiva > Xàtiva                               | 185,7 | Borut Božič                       | André Greipel       |
| 7ª     | 5 settembre  | Valencia > Valencia (cron. individuale)       | 30    | Fabian Cancellara                 | Fabian Cancellara   |
| 8ª     | 6 settembre  | Alzira > Alto de Aitana                       | 206   | Damiano Cunego                    | Cadel Evans         |
| 9ª     | 7 settembre  | Alcoy > Xorret de Catí                        | 186   | Gustavo César Veloso              | Alejandro Valverde  |
| 10ª    | 8 settembre  | Alicante > Murcia                             | 162   | Simon Gerrans                     | Alejandro Valverde  |
| 11ª    | 9 settembre  | Murcia > Caravaca de la Cruz                  | 191   | Tyler Farrar                      | Alejandro Valverde  |
|        | 10 settembre | giorno di riposo                              |       |                                   |                     |
| 12ª    | 11 settembre | Almería > Alto de Velefique                   | 174,5 | Ryder Hesjedal                    | Alejandro Valverde  |
| 13ª    | 12 settembre | Berja > Sierra Nevada                         | 175   | David Moncoutié                   | Alejandro Valverde  |
| 14ª    | 13 settembre | Granada > Sierra de la Pandera                | 157   | Damiano Cunego                    | Alejandro Valverde  |
| 15ª    | 14 settembre | Jaén > Cordova                                | 168   | Lars Boom                         | Alejandro Valverde  |
| 16ª    | 15 settembre | Cordova > Puertollano                         | 170,3 | André Greipel                     | Alejandro Valverde  |
| 17ª    | 16 settembre | Ciudad Real > Talavera de la Reina            | 175   | Anthony Roux                      | Alejandro Valverde  |
| 18ª    | 17 settembre | Talavera de la Reina > Avila                  | 187   | Philip Deignan                    | Alejandro Valverde  |
| 19ª    | 18 settembre | Avila > La Granja                             | 188   | Juan José Cobo Alejandro Valverde | Alejandro Valverde  |
| 20ª    | 19 settembre | Toledo (cron. individuale)                    | 26    | David Millar                      | Alejandro Valverde  |
| 21ª    | 20 settembre | Rivas-Vaciamadrid > Madrid                    | 110   | André Greipel                     | Alejandro Valverde  |
| Totale | Totale       | Totale                                        | 3 297 |                                   |                     |

## Squadre e corridori partecipanti
| N.      | Cod. | Squadra               |
| ------- | ---- | --------------------- |
| 1-9     | EUS  | Euskaltel-Euskadi     |
| 11-19   | ALM  | AG2R La Mondiale      |
| 21-29   | ACA  | Andalucía-Cajasur     |
| 31-39   | AST  | Astana                |
| 41-49   | BBO  | Bbox Bouygues Telecom |
| 51-59   | GCE  | Caisse d'Epargne      |
| 61-69   | CTT  | Cervélo TestTeam      |
| 71-79   | COF  | Cofidis               |
| 81-89   | MCO  | Contentpolis-Ampo     |
| 91-99   | FDJ  | Française des Jeux    |
| 101-109 | FUJ  | Fuji-Servetto         |

| N.      | Cod. | Squadra                      |
| ------- | ---- | ---------------------------- |
| 111-119 | GRM  | Team Garmin-Slipstream       |
| 121-129 | LAM  | Lampre-N.G.C.                |
| 131-139 | LIQ  | Liquigas                     |
| 141-149 | QST  | Quick Step                   |
| 151-159 | RAB  | Rabobank                     |
| 161-169 | SIL  | Silence-Lotto                |
| 171-179 | THR  | Team Columbia-HTC            |
| 181-189 | MRM  | Team Milram                  |
| 191-199 | SAX  | Team Saxo Bank               |
| 201-209 | VAC  | Vacansoleil Pro Cycling Team |
| 211-219 | XAC  | Xacobeo-Galicia              |

## Resoconto degli eventi
L'inizio è stato il 29 agosto con una cronometro ad Assen, nei Paesi Bassi; è la seconda volta che la corsa spagnola ha preso il via dall'estero (la prima fu nel 1997 con la partenza da Lisbona). In totale le tappe oltre confine sono state quattro, in territorio olandese e belga.
Lo specialista Fabian Cancellara ha conquistato, a cronometro, la prima maglia oro, mantenendola fino alla quinta tappa. Con la vittoria a Vinaros, André Greipel ha strappato la maglia allo svizzero, indossando per la prima volta il simbolo del primato in un grande giro. Nella cronometro di Valencia, Cancellara è tornato nuovamente in testa alla classifica, ma soltanto per una tappa, visto che il giorno seguente vi è stato il primo arrivo in salita, con la vittoria di Damiano Cunego e la conquista della maglia oro da parte di Cadel Evans. Il giorno seguente l'australiano ha però perso la leadership da Alejandro Valverde, grazie ad un abbuono.
Dopo qualche tappa per velocisti, ci sono stati tra la dodicesima e la quattordicesima tappa tre arrivi consecutivi in salita. Valverde, senza segni di grande difficoltà, ha difeso il primato dagli attacchi di Gesink, Mosquera, Sanchez e Basso. Durante la tredicesima tappa Evans, che inseguiva a pochi secondi lo spagnolo in classifica, vede sfumare la possibilità di vincere la sua prima grande corsa a tappe a causa di un incidente meccanico, perdendo più di un minuto ai piedi della salita finale.
L'ultima settimana è di routine per Valverde che mantiene la testa della classifica. Per i postumi di una caduta Gesink perde diversi minuti e passa dal secondo al sesto posto. Nella penultima tappa, la cronometro di Toledo, vinta da David Millar, Cadel Evans strappa il terzo posto a Ivan Basso e si posiziona dietro il vincitore Alejandro Valverde e Samuel Sánchez.
La passerella di Madrid vede la vittoria del tedesco André Greipel, in maglia verde di vincitore della classifica a punti. David Moncoutié si conferma il re degli scalatori e vince la maglia arancione, conquistata sulle asperità iberiche. Alejandro Valverde conquista anche la maglia bianca della classifica combinata.

## Dettagli delle tappe

### 1ª tappa
- 29 agosto: Assen (NLD) > Assen (NLD) – Cronometro individuale – 4,5 km

Risultati
| Pos. | Corridore         | Squadra    | Tempo |
| ---- | ----------------- | ---------- | ----- |
| 1    | Fabian Cancellara | Saxo Bank  | 5'20" |
| 2    | Tom Boonen        | Quick Step | a 9"  |
| 3    | Tyler Farrar      | Garmin     | a 12" |

| Pos. | Corridore         | Squadra    | Tempo |
| ---- | ----------------- | ---------- | ----- |
| 1    | Fabian Cancellara | Saxo Bank  | 5'20" |
| 2    | Tom Boonen        | Quick Step | a 9"  |
| 3    | Tyler Farrar      | Garmin     | a 12" |

### 2ª tappa
- 30 agosto: Assen (NLD) > Emmen (NLD) – 202 km

Risultati
| Pos. | Corridore      | Squadra     | Tempo    |
| ---- | -------------- | ----------- | -------- |
| 1    | Gerald Ciolek  | Team Milram | 4h43'12" |
| 2    | Fabio Sabatini | Liquigas    | s.t.     |
| 3    | Roger Hammond  | Cervélo     | s.t.     |

| Pos. | Corridore         | Squadra     | Tempo    |
| ---- | ----------------- | ----------- | -------- |
| 1    | Fabian Cancellara | Saxo Bank   | 4h48'32" |
| 2    | Gerald Ciolek     | Team Milram | a 8"     |
| 3    | Tom Boonen        | Quick Step  | a 9"     |

### 3ª tappa
- 31 agosto: Zutphen (NLD) > Venlo (NLD) – 189,7 km

Risultati
| Pos. | Corridore      | Squadra     | Tempo    |
| ---- | -------------- | ----------- | -------- |
| 1    | Greg Henderson | HTC         | 4h41'01" |
| 2    | Borut Božič    | Vacansoleil | s.t.     |
| 3    | Óscar Freire   | Rabobank    | s.t.     |

| Pos. | Corridore         | Squadra     | Tempo    |
| ---- | ----------------- | ----------- | -------- |
| 1    | Fabian Cancellara | Saxo Bank   | 9h29'33" |
| 2    | Gregory Henderson | HTC         | a 6"     |
| 3    | Gerald Ciolek     | Team Milram | a 8"     |

### 4ª tappa
- 1º settembre: Venlo (NLD) > Liegi (BEL) – 224 km

Risultati
| Pos. | Corridore       | Squadra    | Tempo    |
| ---- | --------------- | ---------- | -------- |
| 1    | André Greipel   | HTC        | 5h43'05" |
| 2    | Wouter Weylandt | Quick Step | s.t.     |
| 3    | Bert Grabsch    | HTC        | s.t.     |

| Pos. | Corridore         | Squadra    | Tempo     |
| ---- | ----------------- | ---------- | --------- |
| 1    | Fabian Cancellara | Saxo Bank  | 15h12'38" |
| 2    | Tom Boonen        | Quick Step | a 9"      |
| 3    | Bert Grabsch      | HTC        | a 11"     |

### 5ª tappa
- 3 settembre: Tarragona > Vinaròs – 174 km

Risultati
| Pos. | Corridore       | Squadra    | Tempo    |
| ---- | --------------- | ---------- | -------- |
| 1    | André Greipel   | HTC        | 4h27'54" |
| 2    | Tom Boonen      | Quick Step | a 1"     |
| 3    | Daniele Bennati | Liquigas   | s.t.     |

| Pos. | Corridore         | Squadra    | Tempo     |
| ---- | ----------------- | ---------- | --------- |
| 1    | André Greipel     | HTC        | 19h40'23" |
| 2    | Tom Boonen        | Quick Step | a 6"      |
| 3    | Fabian Cancellara | Saxo Bank  | a 9"      |

### 6ª tappa
- 4 settembre: Xàtiva > Xàtiva – 188,5 km

Risultati
| Pos. | Corridore       | Squadra     | Tempo    |
| ---- | --------------- | ----------- | -------- |
| 1    | Borut Božič     | Vacansoleil | 4h40'50" |
| 2    | Tyler Farrar    | Garmin      | s.t.     |
| 3    | Daniele Bennati | Liquigas    | s.t.     |

| Pos. | Corridore       | Squadra    | Tempo     |
| ---- | --------------- | ---------- | --------- |
| 1    | André Greipel   | HTC        | 24h21'13" |
| 2    | Tom Boonen      | Quick Step | a 6"      |
| 3    | Daniele Bennati | Liquigas   | a 9"      |

### 7ª tappa
- 5 settembre: Valencia > Valencia – Cronometro individuale – 30 km

Risultati
| Pos. | Corridore         | Squadra   | Tempo  |
| ---- | ----------------- | --------- | ------ |
| 1    | Fabian Cancellara | Saxo Bank | 36'41" |
| 2    | David Millar      | Garmin    | a 32"  |
| 3    | Bert Grabsch      | HTC       | a 36"  |

| Pos. | Corridore         | Squadra    | Tempo     |
| ---- | ----------------- | ---------- | --------- |
| 1    | Fabian Cancellara | Saxo Bank  | 24h58'12" |
| 2    | Tom Boonen        | Quick Step | a 51"     |
| 3    | David Herrero     | Xacobeo    | a 59"     |

### 8ª tappa
- 6 settembre: Alzira > Alto de Aitana – 206 km

Risultati
| Pos. | Corridore       | Squadra  | Tempo    |
| ---- | --------------- | -------- | -------- |
| 1    | Damiano Cunego  | Lampre   | 6h04'54" |
| 2    | David Moncoutié | Cofidis  | a 33"    |
| 3    | Robert Gesink   | Rabobank | a 36"    |

| Pos. | Corridore          | Squadra      | Tempo     |
| ---- | ------------------ | ------------ | --------- |
| 1    | Cadel Evans        | Silence      | 31h05'02" |
| 2    | Alejandro Valverde | C. d'Epargne | a 2"      |
| 3    | Samuel Sánchez     | Euskaltel    | a 8"      |

### 9ª tappa
- 7 settembre: Alcoy > Xorret de Catí – 186 km

Risultati
| Pos. | Corridore          | Squadra      | Tempo    |
| ---- | ------------------ | ------------ | -------- |
| 1    | Gustavo C. Veloso  | Xacobeo      | 5h21'04" |
| 2    | Marco Marzano      | Lampre       | a 21"    |
| 3    | Alejandro Valverde | C. d'Epargne | a 36"    |

| Pos. | Corridore          | Squadra      | Tempo     |
| ---- | ------------------ | ------------ | --------- |
| 1    | Alejandro Valverde | C. d'Epargne | 36h26'40" |
| 2    | Cadel Evans        | Silence      | a 7"      |
| 3    | Samuel Sánchez     | Euskaltel    | a 36"     |

### 10ª tappa
- 8 settembre: Alicante > Murcia – 162 km

Risultati
| Pos. | Corridore      | Squadra   | Tempo    |
| ---- | -------------- | --------- | -------- |
| 1    | Simon Gerrans  | Cervélo   | 3h56'19" |
| 2    | Ryder Hesjedal | Garmin    | s.t.     |
| 3    | Jakob Fuglsang | Saxo Bank | s.t.     |

| Pos. | Corridore          | Squadra      | Tempo     |
| ---- | ------------------ | ------------ | --------- |
| 1    | Alejandro Valverde | C. d'Epargne | 40h26'41" |
| 2    | Cadel Evans        | Silence      | a 7"      |
| 3    | Robert Gesink      | Rabobank     | a 36"     |

### 11ª tappa
- 9 settembre: Murcia > Caravaca de la Cruz – 191 km

Risultati
| Pos. | Corridore        | Squadra     | Tempo    |
| ---- | ---------------- | ----------- | -------- |
| 1    | Tyler Farrar     | Garmin      | 5h11'10" |
| 2    | Philippe Gilbert | Silence     | s.t.     |
| 3    | Marco Marcato    | Vacansoleil | s.t.     |

| Pos. | Corridore          | Squadra      | Tempo     |
| ---- | ------------------ | ------------ | --------- |
| 1    | Alejandro Valverde | C. d'Epargne | 45h37'51" |
| 2    | Cadel Evans        | Silence      | a 7"      |
| 3    | Robert Gesink      | Rabobank     | a 36"     |

### 12ª tappa
- 11 settembre: Almería > Alto de Velefique – 174 km

Risultati
| Pos. | Corridore      | Squadra  | Tempo    |
| ---- | -------------- | -------- | -------- |
| 1    | Ryder Hesjedal | Garmin   | 5h34'31" |
| 2    | David García   | Xacobeo  | a 1"     |
| 3    | Robert Gesink  | Rabobank | a 6"     |

| Pos. | Corridore          | Squadra      | Tempo     |
| ---- | ------------------ | ------------ | --------- |
| 1    | Alejandro Valverde | C. d'Epargne | 51h12'38" |
| 2    | Cadel Evans        | Silence      | a 7"      |
| 3    | Robert Gesink      | Rabobank     | a 18"     |

### 13ª tappa
- 12 settembre: Berja > Sierra Nevada – 175 km

Risultati
| Pos. | Corridore          | Squadra      | Tempo   |
| ---- | ------------------ | ------------ | ------- |
| 1    | David Moncoutié    | Cofidis      | 5h9'22" |
| 2    | Ezequiel Mosquera  | Xacobeo      | a 52"   |
| 3    | Alejandro Valverde | C. d'Epargne | a 1'16" |

| Pos. | Corridore          | Squadra      | Tempo     |
| ---- | ------------------ | ------------ | --------- |
| 1    | Alejandro Valverde | C. d'Epargne | 56h23'08" |
| 2    | Robert Gesink      | Rabobank     | a 27"     |
| 3    | Ivan Basso         | Liquigas     | a 1'02"   |

### 14ª tappa
- 13 settembre: Granada > Sierra de la Pandera – 157 km

Risultati
| Pos. | Corridore      | Squadra   | Tempo    |
| ---- | -------------- | --------- | -------- |
| 1    | Damiano Cunego | Lampre    | 4h04'23" |
| 2    | Jakob Fuglsang | Saxo Bank | a 2'23"  |
| 3    | Samuel Sánchez | Euskaltel | a 3'08"  |

| Pos. | Corridore          | Squadra   | Tempo     |
| ---- | ------------------ | --------- | --------- |
| 1    | Alejandro Valverde | GCE       | 60h30'53" |
| 2    | Robert Gesink      | Rabobank  | a 31"     |
| 3    | Samuel Sánchez     | Euskaltel | a 1'10"   |

### 15ª tappa
- 14 settembre: Jaén > Cordova – 167,7 km

Risultati
| Pos. | Corridore     | Squadra     | Tempo    |
| ---- | ------------- | ----------- | -------- |
| 1    | Lars Boom     | Rabobank    | 4h12'56" |
| 2    | David Herrero | Xacobeo     | a 1'36"  |
| 3    | Dominik Roels | Team Milram | a 1'44"  |

| Pos. | Corridore          | Squadra      | Tempo     |
| ---- | ------------------ | ------------ | --------- |
| 1    | Alejandro Valverde | C. d'Epargne | 65h08'50" |
| 2    | Robert Gesink      | Rabobank     | a 31"     |
| 3    | Samuel Sánchez     | Euskaltel    | a 1'10"   |

### 16ª tappa
- 15 settembre: Cordova > Puertollano – 170 km

Risultati
| Pos. | Corridore       | Squadra  | Tempo    |
| ---- | --------------- | -------- | -------- |
| 1    | André Greipel   | HTC      | 4h50'44" |
| 2    | William Bonnet  | Bouygues | s.t.     |
| 3    | Daniele Bennati | Liquigas | s.t.     |

| Pos. | Corridore          | Squadra      | Tempo     |
| ---- | ------------------ | ------------ | --------- |
| 1    | Alejandro Valverde | C. d'Epargne | 69h59'34" |
| 2    | Robert Gesink      | Rabobank     | a 31"     |
| 3    | Samuel Sánchez     | Euskaltel    | a 1'10"   |

### 17ª tappa
- 16 settembre: Ciudad Real > Talavera de la Reina – 193,6 km

Risultati
| Pos. | Corridore      | Squadra  | Tempo    |
| ---- | -------------- | -------- | -------- |
| 1    | Anthony Roux   | FDJ      | 4h28'14" |
| 2    | William Bonnet | Bouygues | s.t.     |
| 3    | André Greipel  | HTC      | s.t.     |

| Pos. | Corridore          | Squadra      | Tempo     |
| ---- | ------------------ | ------------ | --------- |
| 1    | Alejandro Valverde | C. d'Epargne | 74h27'48" |
| 2    | Robert Gesink      | Rabobank     | a 31"     |
| 3    | Samuel Sánchez     | Euskaltel    | a 1'10"   |

### 18ª tappa
- 17 settembre: Talavera de la Reina > Avila – 187 km

Risultati
| Pos. | Corridore       | Squadra   | Tempo    |
| ---- | --------------- | --------- | -------- |
| 1    | Philip Deignan  | Cervélo   | 4h19'14" |
| 2    | Roman Kreuziger | Liquigas  | a 3"     |
| 3    | Jakob Fuglsang  | Saxo Bank | a 16"    |

| Pos. | Corridore          | Squadra      | Tempo     |
| ---- | ------------------ | ------------ | --------- |
| 1    | Alejandro Valverde | C. d'Epargne | 78h56'42" |
| 2    | Robert Gesink      | Rabobank     | a 32"     |
| 3    | Samuel Sánchez     | Euskaltel    | a 1'10"   |

### 19ª tappa
- 18 settembre: Avila > La Granja – 174 km

Risultati
| Pos. | Corridore          | Squadra       | Tempo    |
| ---- | ------------------ | ------------- | -------- |
| SQ   | Juan José Cobo     | Fuji-Servetto | 4h37'35" |
| 1    | Alejandro Valverde | C. d'Epargne  | 4h37'37" |
| 2    | Cadel Evans        | Silence       | s.t.     |

| Pos. | Corridore          | Squadra      | Tempo     |
| ---- | ------------------ | ------------ | --------- |
| 1    | Alejandro Valverde | C. d'Epargne | 83h34'03" |
| 2    | Samuel Sánchez     | Euskaltel    | a 1'26"   |
| 3    | Ivan Basso         | Liquigas     | a 1'45"   |

### 20ª tappa
- 19 settembre: Toledo – Cronometro individuale – 26 km

Risultati
| Pos. | Corridore      | Squadra   | Tempo  |
| ---- | -------------- | --------- | ------ |
| 1    | David Millar   | Garmin    | 35'53" |
| 2    | Samuel Sánchez | Euskaltel | a 5"   |
| 3    | Cadel Evans    | Silence   | a 9"   |

| Pos. | Corridore          | Squadra      | Tempo     |
| ---- | ------------------ | ------------ | --------- |
| 1    | Alejandro Valverde | C. d'Epargne | 84h10'32" |
| 2    | Samuel Sánchez     | Euskaltel    | a 55"     |
| 3    | Cadel Evans        | Silence      | a 1'32"   |

### 21ª tappa
- 20 settembre: Rivas-Vaciamadrid > Madrid – 110,2 km

Risultati
| Pos. | Corridore       | Squadra     | Tempo    |
| ---- | --------------- | ----------- | -------- |
| 1    | André Greipel   | HTC         | 3h11'35" |
| 2    | Daniele Bennati | Liquigas    | s.t.     |
| 3    | Borut Božič     | Vacansoleil | s.t.     |

| Pos. | Corridore          | Squadra      | Tempo     |
| ---- | ------------------ | ------------ | --------- |
| 1    | Alejandro Valverde | C. d'Epargne | 87h22'37" |
| 2    | Samuel Sánchez     | Euskaltel    | a 55"     |
| 3    | Cadel Evans        | Silence      | a 1'32"   |

## Evoluzione delle classifiche
| Tappa              | Vincitore                         | Classifica generale Maglia oro | Classifica a punti Maglia verde | Classifica scalatori Maglia granata | Classifica combinata Maglia bianca | Classifica a squadre   |
| ------------------ | --------------------------------- | ------------------------------ | ------------------------------- | ----------------------------------- | ---------------------------------- | ---------------------- |
| 1ª                 | Fabian Cancellara                 | Fabian Cancellara              | Fabian Cancellara               | non assegnata                       | Fabian Cancellara                  | Liquigas               |
| 2ª                 | Gerald Ciolek                     | Fabian Cancellara              | Tom Boonen                      | Tom Leezer                          | Fabian Cancellara                  | Liquigas               |
| 3ª                 | Greg Henderson                    | Fabian Cancellara              | Tom Boonen                      | Tom Leezer                          | Fabian Cancellara                  | Liquigas               |
| 4ª                 | André Greipel                     | Fabian Cancellara              | André Greipel                   | Lars Boom                           | Dominik Roels                      | Liquigas               |
| 5ª                 | André Greipel                     | André Greipel                  | André Greipel                   | Aitor Hernández                     | Serafín Martínez                   | Liquigas               |
| 6ª                 | Borut Božič                       | André Greipel                  | André Greipel                   | José Antonio López                  | Serafín Martínez                   | Liquigas               |
| 7ª                 | Fabian Cancellara                 | Fabian Cancellara              | André Greipel                   | José Antonio López                  | Dominik Roels                      | Team Garmin-Slipstream |
| 8ª                 | Damiano Cunego                    | Cadel Evans                    | André Greipel                   | David Moncoutié                     | Cadel Evans                        | Caisse d'Epargne       |
| 9ª                 | Gustavo César Veloso              | Alejandro Valverde             | André Greipel                   | David Moncoutié                     | Cadel Evans                        | Caisse d'Epargne       |
| 10ª                | Simon Gerrans                     | Alejandro Valverde             | André Greipel                   | David De La Fuente                  | Cadel Evans                        | Caisse d'Epargne       |
| 11ª                | Tyler Farrar                      | Alejandro Valverde             | André Greipel                   | David Moncoutié                     | Cadel Evans                        | Caisse d'Epargne       |
| 12ª                | Ryder Hesjedal                    | Alejandro Valverde             | André Greipel                   | David Moncoutié                     | Alejandro Valverde                 | Caisse d'Epargne       |
| 13ª                | David Moncoutié                   | Alejandro Valverde             | André Greipel                   | David Moncoutié                     | Alejandro Valverde                 | Caisse d'Epargne       |
| 14ª                | Damiano Cunego                    | Alejandro Valverde             | Alejandro Valverde              | David Moncoutié                     | Alejandro Valverde                 | Caisse d'Epargne       |
| 15ª                | Lars Boom                         | Alejandro Valverde             | Alejandro Valverde              | David Moncoutié                     | Alejandro Valverde                 | Xacobeo Galicia        |
| 16ª                | André Greipel                     | Alejandro Valverde             | André Greipel                   | David Moncoutié                     | Alejandro Valverde                 | Xacobeo Galicia        |
| 17ª                | Anthony Roux                      | Alejandro Valverde             | André Greipel                   | David Moncoutié                     | Alejandro Valverde                 | Xacobeo Galicia        |
| 18ª                | Philip Deignan                    | Alejandro Valverde             | André Greipel                   | David Moncoutié                     | Alejandro Valverde                 | Xacobeo Galicia        |
| 19ª                | Juan José Cobo Alejandro Valverde | Alejandro Valverde             | André Greipel                   | David Moncoutié                     | Alejandro Valverde                 | Xacobeo Galicia        |
| 20ª                | David Millar                      | Alejandro Valverde             | André Greipel                   | David Moncoutié                     | Alejandro Valverde                 | Xacobeo Galicia        |
| 21ª                | André Greipel                     | Alejandro Valverde             | André Greipel                   | David Moncoutié                     | Alejandro Valverde                 | Xacobeo Galicia        |
| Classifiche finali | Classifiche finali                | Alejandro Valverde             | André Greipel                   | David Moncoutié                     | Alejandro Valverde                 | Xacobeo Galicia        |

## Classifiche finali

### Classifica generale - Maglia oro
| Pos. | Corridore          | Squadra       | Tempo     |
| ---- | ------------------ | ------------- | --------- |
| 1    | Alejandro Valverde | C. d'Epargne  | 87h22'37" |
| 2    | Samuel Sánchez     | Euskaltel     | a 55"     |
| 3    | Cadel Evans        | Silence       | a 1'32"   |
| 4    | Ivan Basso         | Liquigas      | a 2'12"   |
| 5    | Ezequiel Mosquera  | Xacobeo       | a 4'27"   |
| 6    | Robert Gesink      | Rabobank      | a 6'40"   |
| 7    | Joaquim Rodríguez  | C. d'Epargne  | a 9'08"   |
| 8    | Paolo Tiralongo    | Lampre-N.G.C. | a 9'11"   |
| 9    | Philip Deignan     | Cervélo       | a 11'08"  |
| SQ   | Juan José Cobo     | Fuji-Servetto | a 11'27"  |
| 10   | Daniel Moreno      | C. d'Epargne  | a 14'24"  |

### Classifica scalatori - Maglia granata
| Pos. | Corridore               | Squadra       | Punti |
| ---- | ----------------------- | ------------- | ----- |
| 1    | David Moncoutié         | Cofidis       | 186   |
| 2    | David De La Fuente      | Fuji-Servetto | 99    |
| 3    | Julián Sánchez Pimienta | Contentpolis  | 73    |
| 4    | Alejandro Valverde      | C. d'Epargne  | 67    |
| 5    | Ezequiel Mosquera       | Xacobeo       | 65    |

### Classifica a punti - Maglia verde
| Pos. | Corridore          | Squadra      | Punti |
| ---- | ------------------ | ------------ | ----- |
| 1    | André Greipel      | Columbia-HTC | 150   |
| 2    | Alejandro Valverde | C. d'Epargne | 111   |
| 3    | Daniele Bennati    | Liquigas     | 101   |
| 4    | Cadel Evans        | Silence      | 99    |
| 5    | Robert Gesink      | Rabobank     | 89    |

### Classifica combinata - Maglia bianca
| Pos. | Corridore          | Squadra      | Punti |
| ---- | ------------------ | ------------ | ----- |
| 1    | Alejandro Valverde | C. d'Epargne | 7     |
| 2    | Samuel Sánchez     | Euskaltel    | 17    |
| 3    | Ezequiel Mosquera  | Xacobeo      | 17    |
| 4    | Cadel Evans        | Silence      | 19    |
| 5    | Robert Gesink      | Rabobank     | 22    |

### Classifica a squadre
| Pos. | Squadra          | Tempo      |
| ---- | ---------------- | ---------- |
| 1    | Xacobeo-Galicia  | 231h22'22" |
| 2    | Caisse d'Epargne | a 23'43"   |
| 3    | Astana           | a 31'39"   |
| 4    | Cofidis          | a 39'37"   |
| 5    | Fuji-Servetto    | a 52'23"   |